# Lauro Aguirre
Lauro Aguirre Espinosa (Ciudad Victoria, 23 de mayo de 1882 - Ciudad de México, 4 de junio de 1928) fue un educador y normalista rural mexicano, actividad en la que fue de espíritu reformista influenciado por los avances pedagógicos de su época.

## Biografía
Aguirre fue hijo de Juana Espinosa y Juan Aguirre Yépez, pero a edad temprana quedó huérfano, quedando a cargo de su tía Rosa Aguirre. Obtuvo una beca debido a su buen desempeño académico, impulsado por el poeta Juan B. Tijerina y el gobernador Guadalupe Mainero para estudiar en la Escuela Normal de México ubicada en la Ciudad de México. Se tituló en 1904 de profesor normalista de escuela primaria, volviendo a su ciudad natal a trabajar. 
Fue profesor de diversas materias en el Colegio de Tamaulipas y la Escuela Normal y Preparatoria de Tamaulipas así como director de la Escuela Anexa a la Normal tamaulipeca. En esta labor fue influenciado por la labor de Enrique Rébsamen y su proyecto de escuela normal en Xalapa. En 1910 fue llamado al Comité Central del Centenario de la Independencia de México. 
En el transcurso de la Revolución mexicana fue nombrado director de Educación Pública del estado de Tamaulipas, en la que implementó reformas tales como el impulso al normalismo rural y la incorporación de aspectos como la educación física y la agricultura en las escuelas. Uno de sus proyectos fue la Escuela de la Fronda, una institución escolar al aire libre en Ciudad Victoria que incorporó estos avances.
Gracias al éxito de sus reformas fue llamado al gobierno federal, siendo designado jefe del Departamento de Enseñanza Primaria de la Secretaría de Educación Pública, siendo posteriormente designado director de la Benemérita Escuela Nacional de Maestros de 1923 y 1924. En ese ámbito fue editor de la publicación académica Revista Educación, en donde se mostraban artículos de investigación influenciados por autores como John Dewey y Paul Monroe.Falleció en la Ciudad de México en 1928.